# Käte Decker

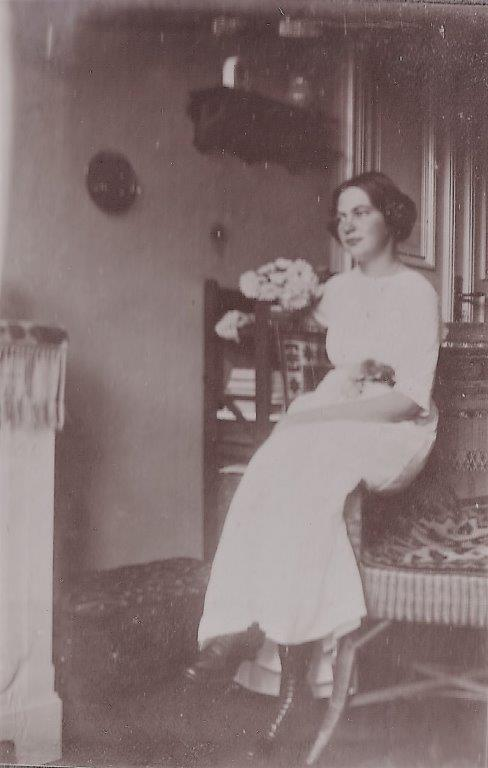
Käte Decker 1910

Käte Decker (geboren 10. August 1888 in Charlottenburg; gestorben 13. Dezember 1965 in Dargun, Mecklenburg) war eine deutsche Lyrikerin und Schriftstellerin in Dargun.

## Biografie

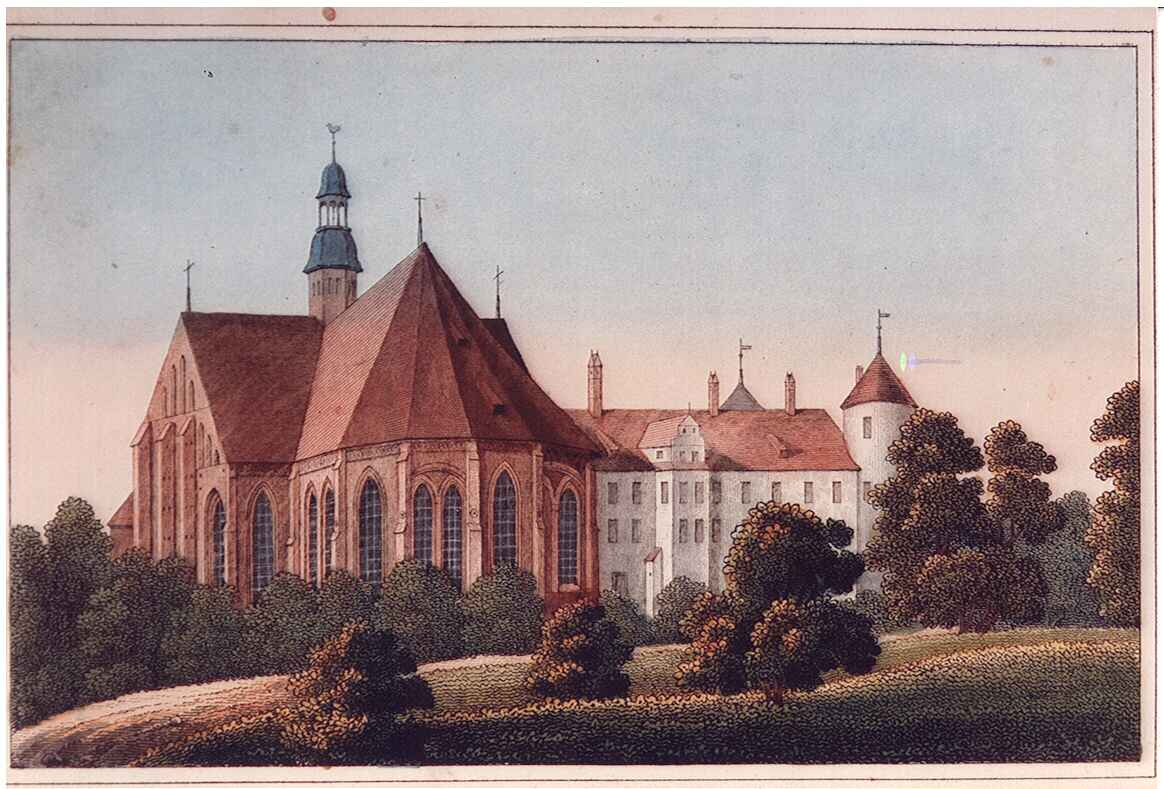
Schloss Dargun mit Klosterkirche

Käte Decker, geb. Marquardt, wuchs als einzige Tochter des Chemie-Professors Friedrich Hermann Marquardt und seiner Ehefrau Alma Luise Adelheid, geb. Leben in Berlin und später in Dändorf bei Ribnitz auf. Dort hatte ihr Vater, Leiter der Versuchsanstalt der Königlichen Porzellan-Manufaktur Berlin, für seine Familie ein Kapitänshaus in Dändorf bei Ribnitz auf dem Fischland erworben. Aus Sorge, sie könne ein ‚Blaustrumpf‘ werden, hatten ihre Eltern ihr nicht gestattet das Abitur zu machen. Stattdessen besuchte sie eine Höhere Töchterschule bis zur Klasse 12.
Die Liebe zur umgebenden Landschaft, insbesondere zum nahen Künstlerort Ahrenshoop mit seinen berühmten Bewohnern und Gästen, welche sich in der Zeit zwischen 1880 und 1910 angesiedelt hatten, hinterließen großen Eindruck auf Käte Marquardt, die frühzeitig begann, Erzählungen, Gedichte und auch Kinderstücke zu verfassen, welche z. B. in den Mecklenburgischen Monatsheften veröffentlicht wurden.
Sie schrieb in der Folge zahlreiche Erzählungen und Gedichte sowie fantasievolle Theaterstücke für Kinder. Diese erschienen seit 1908 in Zeitungen und Zeitschriften in Mecklenburgs Verlagen u. a. im Carl Boldt Verlag Rostock und den ‚Mecklenburgischen Monatsheften‘ im Hinstorff Verlag in Rostock.
Durch ihre Eheschließung mit Friedrich Karl Decker kam sie nach Dargun, wo ihr Ehemann in der Weimarer Republik ab 1921 gewählter Bürgermeister war, bis er 1933 – gleich nach der Machtübernahme der NSDAP – von der Gestapo ‚zwangsweise beurlaubt‘, also abgesetzt wurde und ihm als Jurist und Sozialdemokrat zudem Berufsverbot erteilt wurde. Gleich nach Kriegsende wurde er 1945 kurzzeitig in Dargun erneut Bürgermeister.
Sie war Mutter von vier Kindern, einer Tochter und drei Söhnen. Zwei Söhne blieben im Zweiten Weltkrieg vermisst. Sie starb 1965 in Dargun.

## Rezeption
Zu ihrem Gedichtband Brennende Liebe (2020), in dem autobiographische Erfahrungen verarbeitet sind, wurde im Kulturjournal des NDR 1 (23. Juni 2020) zum historischen Hintergrund ergänzt: „Bis 1933 konnte Käte Decker Texte und Gedichte veröffentlichen. Mit dem Machtantritt der Nazis war das dann nicht mehr möglich. – Jetzt aber, nach knapp neun Jahrzehnten, liegt dieser wunderbar aufmerksam und liebevoll gestaltete Band vor.“

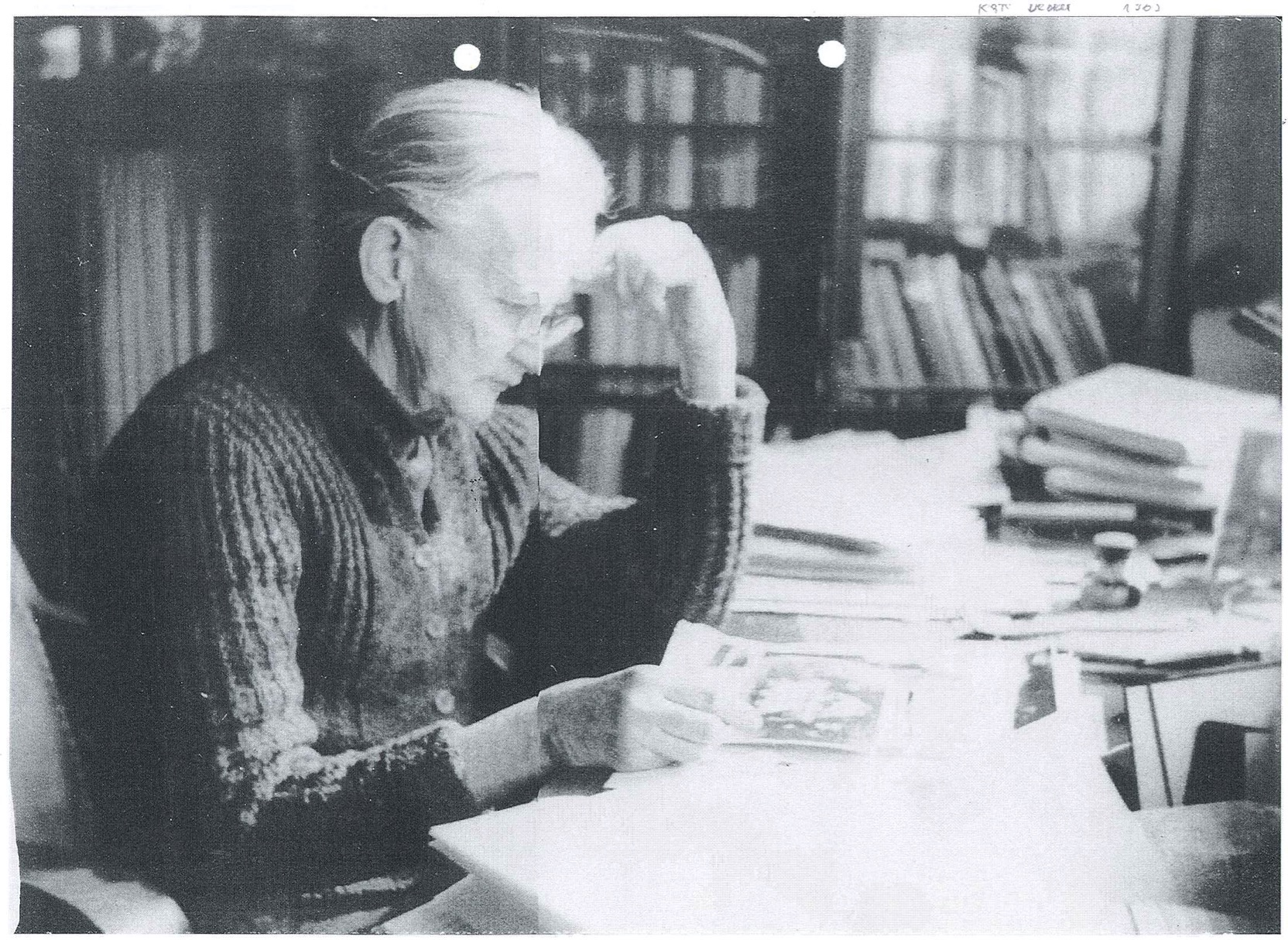
Käte Decker in Dargun 1965

Die Ansicht des Göttinger Tageblatts vom 26. Juni 2020 „Ihre Verse spiegeln den tragischen Schmerz ihrer unendlichen romantischen Sehnsucht nach Wärme und Liebe wider.“
Die Schweriner Volkszeitung bezeichnet sie am 17. Juli 2020 „als leidenschaftliche Grüne aus der frühen Reformbewegung nach 1900, (...) in christlicher Prägung aufgewachsen und mit einer tiefen Liebe zur Natur. Diese Liebe klingt immer wieder in den Gedichten mit. (...) Ihr Garten, den sie über alles liebte, blühte in Dargun.“
„Ihre kreative Lyrik zeigt, dass sie in unterschiedlichste Perspektiven und Rollen wechseln kann“, meint der Neubrandenburger Nordkurier (11. Juli 2020).

## Veröffentlichungen

### Lyrik / Prosa / Stücke (Auswahl)
- Dargun. Gedichte. Carl Boldtsche Hofbuchdruckerei, Rostock 1932.
- Schloß Dargun. Spiel in drei Zeitbildern. Carl Boldtsche Hofbuchdruckerei, Rostock 1933 (Erstaufführung am 16. Juli 1933 im Schloss Dargun).
- Hendrik Bicknäse (Hrsg.): Brennende Liebe. Die schönsten Gedichte von Käte Decker. 2., bearbeitete Auflage. Verlag Atelier im Bauernhaus, Fischerhude 2020, ISBN 978-3-96045-077-1.

### Sammelwerke (Auswahl)
- Schneewald / Einem Mädchen u. a. In: A. Holst (Hrsg.): Auerbachs Deutscher Kinder-Kalender auf das Jahr 1932. 50. Jg., L. Fernau, Leipzig 1932.
- Lichtlein. Ein Adventsspiel. In: A. Holst (Hrsg.): Auerbachs Deutscher Kinder-Kalender 1933. 51. Jg., L. Fernau, Leipzig 1933,
- Zum Eingang / Ausklang. In: Heinz Krüger (Hrsg.): Das alte Dargun. Ein historischer Streifzug durch den Flecken. Kunsthaus Verlag, Boddin 2005, ISBN 3-933274-54-0.

### Zeitschriften (Auswahl)
- Der See / Die Klosterkirche. In: Mecklenburgische Monatshefte im Carl Hinstorff  Verlag Rostock. März 1931.
- Leuchten / Ein Sommertag ging zu Ende. In: Mecklenburgische Monatshefte im Carl Hinstorff Verlag Rostock. Mai 1935.
- Unterm Lerchenhimmel. Ein Fischlandgruss 1. In: Verteller. Nr. 5, Ostseebad Dierhagen 2017.
- Unterm Lerchenhimmel. Ein Fischlandgruss 2. In: Verteller. Nr. 6, Ostseebad Dierhagen 2018.
- Der Papierkorb im Wald. In: Verteller. Nr. 8, Ostseebad Dierhagen 2021.